# جاستن بيفر
جاستن بيفر (بالإنجليزية: Justin Beaver)‏ هو لاعب كرة قدم أمريكية أمريكي، ولد في 19 أكتوبر 1984.